# Волоха Алла Петрівна
А́лла Петрі́вна Воло́ха (28 червня 1961, Плоске, Броварський район, Київська область) — український лікар-імунолог, інфекціоніст, доктор медичних наук, завідувач кафедри дитячих інфекційних хвороб та дитячої імунології Національної медичної академії післядипломної освіти ім. П. Л. Шупика, лікар вищої категорії, член Європейських товариств дитячих інфекціоністів та імунологів, член Європейського товариства з первинних імунодефіцитів.

## Біографічні відомості
Народилася 28 червня 1961, с. Плоске (Броварський район), Київська область. В 1977 році закінчила Плосківську середню школу з золотою медаллю.

### Освіта
В 1983 році закінчила з відзнакою педіатричний факультет Київського медичного інституту імені О. О. Богомольця за спеціальністю «Педіатрія». З 1983 по 1987 рік працювала лікарем-педіатром та неонатологом в Київській обласній клінічній лікарні.
Навчалась в клінічній ординатурі (1987—1989 рр.) та аспірантурі (1989—1992 рр.) на кафедрі факультетської педіатрії Київського медичного інституту імені О. О. Богомольця. З 1992 по 1993 рік працювала асистентом кафедри факультетської педіатрії.
З 1993 по 1996 рік — асистент, з 1996 по 2012 рік — доцент кафедри дитячих інфекційних хвороб та дитячої імунології НМАПО імені П. Л. Шупика.
Проходила стажування з дитячих інфекційних хвороб та дитячої імунології в провідних університетських клініках: Університет Альберти (м. Едмонтон, Канада), 1997 рік, Університет м. Тель-Авів, Ізраїль, 1999 рік, Університет м. Грац, Австрія, 2000 рік.
З 2006 по 2009 рік — медичний консультант тренінгів Учбово-інформаційного центру і програм технічної допомоги Американського міжнародного альянсу охорони здоров'я/Учбово-інформаційного центру з проблем допомоги і лікування ВІЛ/СНІД в Євразії.
З 2002 по 2010 рік — головний позаштатний дитячий імунолог ГУОЗ м. Києва.
З березня 2012 року — професор кафедри дитячих інфекційних хвороб та дитячої імунології НМАПО імені П. Л. Шупика.
2015—2016 рр. — декан педіатричного факультету НМАПО імені П. Л. Шупика
З 2016 року — завідувач кафедри дитячих інфекційних хвороб та дитячої імунології НМАПО імені П. Л. Шупика.

### Захист дисертаційних робіт
1992 р. — кандидатська дисертація на тему «Клініко-імунологічні особливості адаптації та становлення мікрофлори у новонароджених, народжених шляхом кесарського розтину». 14.00.09 Педіатрія
Науковий керівник Чернишова Л. І.
2009 р. — докторська дисертація на тему «Особливості перебігу первинних дефіцитів антитілоутворення у дітей, визначення ранніх критеріїв діагностики та обґрунтування диференційованих підходів до лікування». 14.01.10 Педіатрія. Науковий консультант Чернишова Л. І.

### Лікувальна і наукова діяльність
Професор Волоха А. П. присвятила більше 25 років науковій роботі, викладанню та клінічній роботі в сфері дитячих інфекційних хвороб та клінічної імунології, має наступні кваліфікації:
- великий клінічний, науковий та викладацький досвід в області дитячих інфекційних хвороб та імунології, в тому числі первинних і вторинних імунодефіцитів (включно ВІЛ/СНІД), імунопрофілактики інфекційних хвороб
- досвід викладання в додипломній та післядипломній медичній практиці
- відповідає за розробку, сертифікацію і реалізацію програм післядипломного навчання і навчання на робочому місці для лікарів педіатрів, дитячих імунологів, дитячих інфекціоністів.
- Професор Волоха А. П. є автором 150 наукових робіт. Брала участь в підготовці Національних підручників з дитячої імунології, дитячих інфекційних хвороб.

Автор 50 праць.
- Заместительная терапия иммуноглобулинами при первичных иммунодефицитах антителообразования у детей // Імунологія та алергологія, 1998.
- Чи існує синдром Кавасакі в Україні? // Інфекційні хвороби, 2000.
- Сучасна діагностика та лікування токсоплазмозу у дітей: Метод. реком. К., 2001.
- Агаммаглобулінемія. Сучасні підходи до діагностики та лікування // Зб. наук. праць співробітників КМАПО ім. П. Л. Шупика. К., 1998
- Протоколи лікування дітей за спеціальністю «Дитяча імунологія». Наказ МОЗ України № 355, 2004.
- Особливості інфекційного синдрому у ВІЛ-інфікованих дітей в Україні // Зб. наук. праць співробітників КМАПО ім. П. Л. Шупика. К., 2004.
- TORCH та інші перинатальні інфекції: Неонатологія: Навч. посібник. К., 2004.
- Гнійні менінгіти у дітей. Рання діагностика // «Сучасні інфекції», 2003.
- Епштейн-Барр вірусна інфекція у дітей // Там само, 2004.
- Оцінка ефективності замісної терапії препаратами імуноглобулінів // «Перинатологія і педіатрія», 2005.

## Міжнародна співпраця
1. З 2004 року по теперішній час — участь в Центрально-Східно-Європейському проекті з первинних імунодефіцитів «J-Project».
2. 2013—2016 рр. — участь в клінічному дослідженні Європейської організації PENTA по лікуванню дітей з ВІЛ-інфекцією «BREATHER(PENTA 16) Антиретровірусна терапія короткими циклами (5 днів лікування/ 2 дні перерва) у дітей/молодих людей з хронічною ВІЛ-інфекцією»
3. Участь у Європейському освітньому проекті з ВІЛ-інфекції у дітей Tr@inforPedHIV Європейської асоціації з лікування ВІЛ/СНІД у дітей (PENTA).
4. Україно-Німецьке партнерство «Здоров'я дитини».
5. Член Європейського товариства дитячих інфекціоністів (ESPID), Європейського товариства з первинних імунодефіцитів (ESID), Товариства клінічних імунологів (CIS), Європейської асоціації з лікування ВІЛ/СНІД у дітей (PENTA).